# Emmerano di Ratisbona
Emmerano, in tedesco Emmeram, o Emmeran o Emeran, o anche Haimeran, Heimeran. (VI secolo – Kleinhelfendorf, 652), è stato un vescovo e monaco cristiano tedesco del VII secolo di origine franca, che morì martire in Germania. È venerato come santo dalla Chiesa cattolica.
Tutto ciò che si sa di Emmerano si basa sull'opera Vita et passio Sancti Haimhrammi martyris scritta circa un secolo dopo la sua morte dal vescovo Aribo di Frisinga.

## Biografia
Il vescovo itinerante Emmerano giunse verso la metà del VII secolo da Poitiers, in Aquitania, nel corso di un viaggio di missione per la diffusione del cristianesimo, nel Ducato di Baviera a Ratisbona, ove regnava il duca agilolfingio Teodone II di Baviera. Questi accolse molto benevolmente Emmerano pregandolo di fermarsi colà.
Qui Emmerano si dedicò al rafforzamento del cristianesimo in Ratisbona e nelle terre circostanti.
Circa tre anni dopo il suo arrivo a Ratisbona, la figlia del duca Uta di Baviera si confidò con lui. Ella aveva avuto una relazione amorosa con il figlio di uno dei suoi collaboratori, dal quale attendeva un figlio. Per proteggere la coppia da una probabile punizione da parte del padre di lei, Emmerano le consigliò di dichiarare al duca che il padre del nascituro era Emmerano stesso. Egli poi partì in pellegrinaggio per Roma per assumersi la responsabilità di fronte al papa del suo presunto fallo e dopo il suo rientro chiarire come stavano le cose dinnanzi al duca.

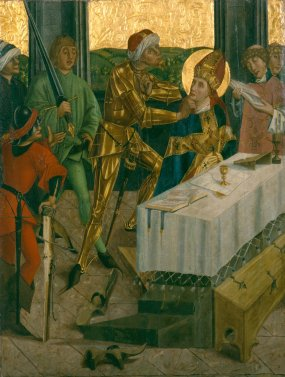
Martirio di Sant'Emmerano - Museo diocesano di Eichstätt

Quando Uta, poco dopo la partenza di Emmerano, svelò al padre la storia concordata con lui, il duca s'incollerì. Del salvataggio dell'onore della sorella s'incaricò il figlio del duca Lamberto di Baviera (in alcuni testi citato anche come Lanfredo), perseguendo il vescovo, che secondo lui era fuggito.
Il 22 settembre 652 Lamberto con le sue truppe bloccò il vescovo nella località di Kleinhelfendorf (Isinisca), a sud-est di Monaco, sulla Via Julia, l'antica strada romana che collegava Salisburgo ad Augusta. Emmerano fu fatto legare ad una scala e le parti del suo corpo furono via via tagliate fino alla decapitazione.
I suoi accompagnatori, Vitalis e Wolflete, trovarono il vescovo giacente nel suo sangue e cercarono di portarlo ad Aschheim ma egli morì per via, nei pressi di Feldkirchen. La sua prima tomba fu in Aschheim. Secondo la leggenda ne seguirono quaranta giorni di pioggia.
Il duca Teodone, che intanto aveva appreso la verità, fece riesumare il corpo di Emmerano per trasferirlo a Ratisbona, dove fu deposto nella chiesa di San Giorgio.
Nel primo centenario dalla sua morte, il vescovo Gaubaldo († 761) fece traslare i suoi resti nella nuova cripta della chiesa della futura Abbazia di Sankt Emmeram. La nuova chiesa venne a lui dedicata.
Secondo la leggenda Emmerano fu gettato nel fiume Isar su una zattera, ma questa risalì misteriosamente la corrente fino a Ratisbona.

## Leggenda e storia
Per lungo tempo la veridicità storica della leggenda su Emmerano fu messa in dubbio.
Un'analisi antropologica dei resti sepolti del santo indicò tuttavia i segni di un pesante maltrattamento.
Sia le mani che le caviglie risultano mancanti. Le ossa degli avambracci mostrano tracce di colpi inferti con oggetti acuminati. Anche il setto nasale risulta ammaccato. Evidenti lesioni alla mandibola ed alla parte anteriore della dentatura indicano strappi e tagli della lingua.
Alla storicità del nucleo della leggenda rimanda anche un piccolo scavo funerario, che si trova nella probabile prima chiesa eretta sul luogo ad Aschheim, che viene interpretata come la prima inumazione del corpo del santo.

## Insediamento ad Aschheim
È provato, che in effetti sul posto venne eretta una chiesetta e successivamente, con il monaco Stiftinc ebbe inizio un'attività missionaria ed educativa dei residenti nel piccolo convento di Sant'Emmerano e si sa di un annesso romitaggio con cimitero.
Gli allievi giungevano dalle località circostanti, Feldkirchen, Heimstetten, Aschheim, Hausen, Kirchheim e Oberndorf. Essi venivano edotti nelle conoscenze della lettura, dello scrivere e del far di conto. L'ultimo eremita, mastro Humpmayr, morì ottantunenne d'idropisia toracica nel 1804 e subito dopo il convento cadde sotto la scure della secolarizzazione. Il convento venne acquistato per 300 fiorini da un'impresa di demolizioni. Nel luogo in cui nel 652 morì Sant'Emmerano, venne eretta nel 1842 una piccola cappella, ancor oggi esistente.
Nella chiesa di San Lorenzo a Oberföhring c'è un altare laterale dedicato a sant'Emmerano. Nella chiesa dei Santi Pietro e Paolo ad Aschheim lo scritto su una piastra funeraria ricorda la prima tomba del santo.
Nel Walhalla presso Ratisbona una targa commemorativa ricorda sant'Emmerano.

## Fonti
- (LA)  Arbeo von Freising: Vita et passio Sancti Haimhrammi martyris, in: Bruno Krusch (Bearb.): Passiones vitaeque sanctorum aevi Merovingici et antiquiorum aliquot Bd. 2 (Monumenta Germaniae historica - Scriptores rerum Merovingicarum Bd. 4), Hannover 1902 (ND 1995), S. 452-524.
- (DE)  Bernhard Bischoff, Leben und Leiden des heiligen Emmeram, 2. Aufl., Regensburg 1993.